# Wielerronde van Ossendrecht
De Wielerronde van Ossendrecht (ook wel Ronde van Ossendrecht) is een wielerwedstrijd op de weg door het dorp Ossendrecht in de Nederlandse provincie Noord-Brabant. 
De wedstrijd wordt verreden op een plaatselijke omloop van 2100 meter bij het dorp Ossendrecht waarbij de Leemberg moet worden beklommen. Start en finish liggen in het dorp. 
De wedstrijd maakt deel uit van de Brabantse Wal Wielerevents. In 2025 is dit klassement toe aan zijn 6e editie. Hierin zitten naast de Wielerronde van Ossendrecht ook de Wielerronde van Woensdrecht, 
de Wielerronde van Hoogerheide, de Wielerronde van Putte en de Wielerronde van Huijbergen. Over deze wedstrijden wordt een algemeen klassement opgemaakt.